# Haku-taku
Haku-taku (白沢) em japonês ou Bai Ze (白澤) (Wade-Giles:Pai Tse) em chinês — significando "pântano branco" — é um youkai ou criatura lendária na China.

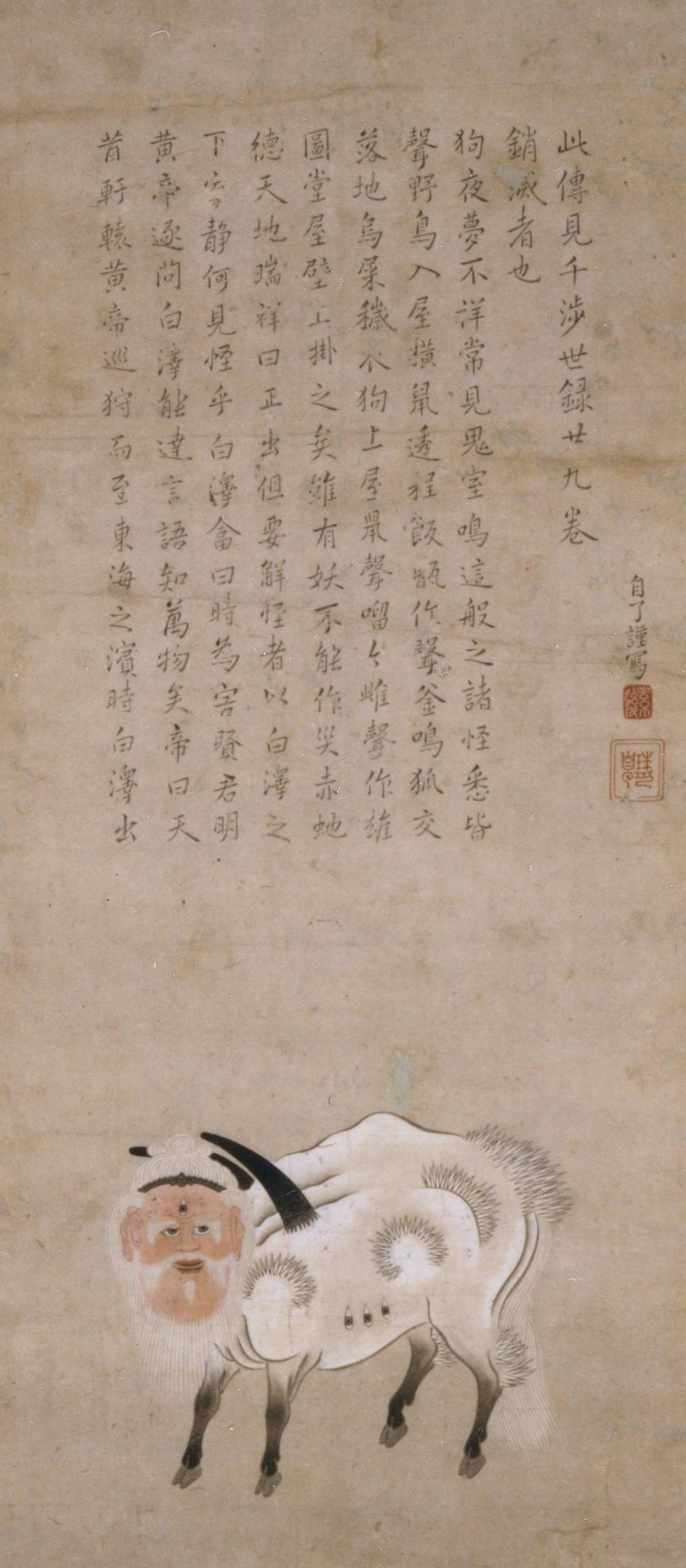
Retrato do Haku-taku ou Bai Ze em um rolo japonês de pinturas.

Conta-se que o Bai Ze encontrou Huangdi, o Imperador Amarelo, enquanto este patrulhava o leste e disse-lhe a forma e os hábitos de 11.520 espécies de criaturas sobrenaturais do mundo e as maneiras de superar seus ataques e seus poderes. O Imperador escreveu essas informações em um livro chamado Bai Ze Tu (白澤圖), o qual não existe mais, mas muitos fragmentos dele sobreviveram em outros escritos.

## No Japão
Segundo a lenda uma criatura chamada kutabe, semelhante ao Bai Ze da China, apareceu certa vez no Monte Tateyama na província de Toyama e previu que uma praga mortal se espalharia nos anos seguintes. A criatura prescreveu a utilização de sua própria imagem como talismã para afastar a doença e desde então o Haku-taku tem sido adorado como espírito guardião da medicina herbal.